# Estádio do Maxaquene
O Estádio do Maxaquene é um estádio de futebol localizado em Maputo, capital de Moçambique. De propriedade do Clube de Desportos do Maxaquene, é também o local onde o clube manda seus jogos oficiais por competições nacionais e continentais. Sua capacidade é de 15 000 espectadores.